# Kinkaju

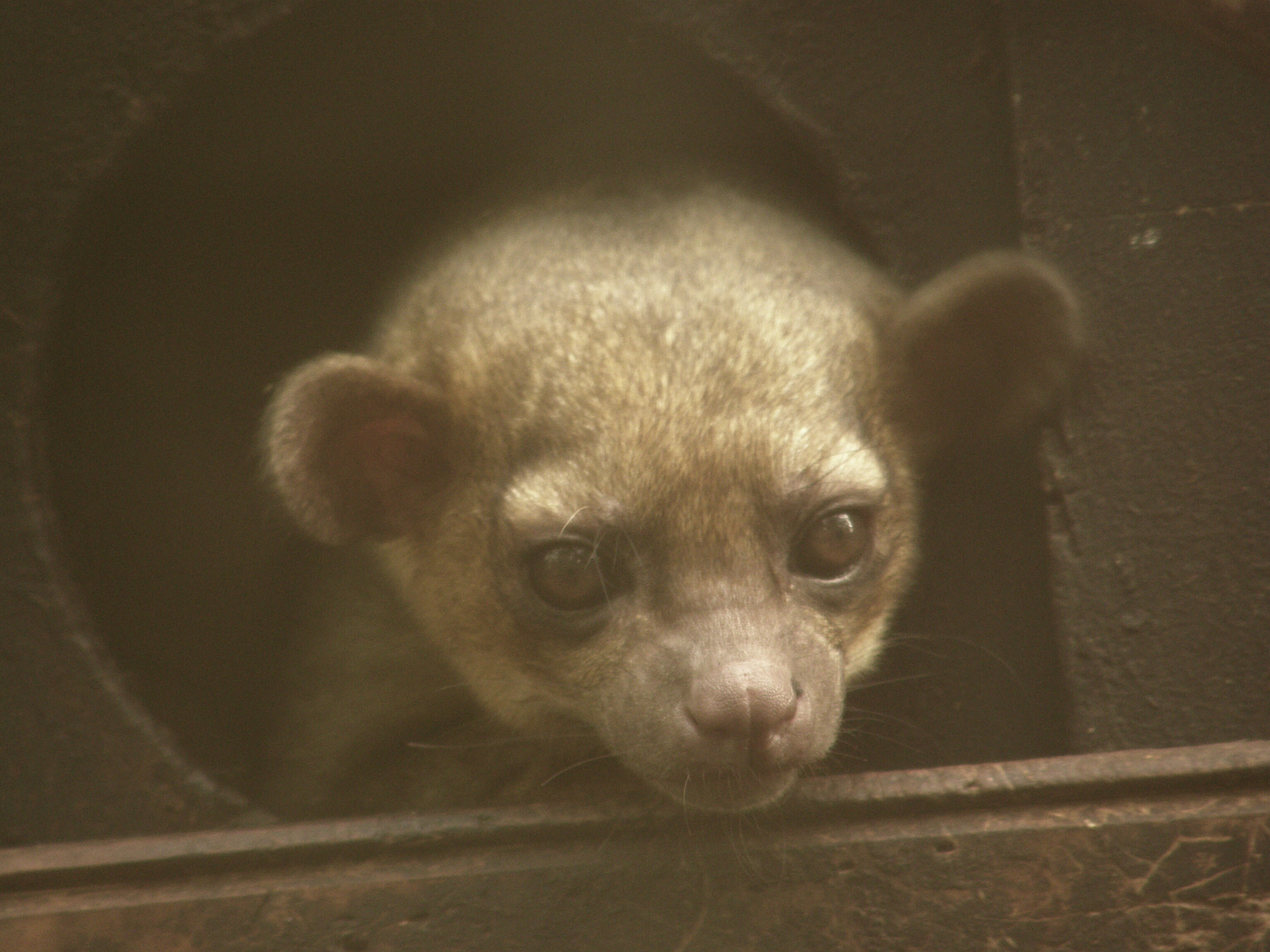
Kinkaju

Kinkaju (Potos flavus), numit și Mico de Noche și Martucha, este un mamifer carnivor din familia Procyonidae care trăiește în America Centrală și în marea parte a Americii de Sud. Are o coadă puternic prehensilă și picioare care apucă bine, pentru o mare agilitate în copaci.În principal nocturn și erbivor, se hrănește, de asemenea, cu larve, insecte și vertebrate mici. Kinkaju scoate sunete variate, printre care scheunături, fluierături, mormăituri, gemete și lătraturi, pentru a-și proclama teritoriul, a atrage un partener și a avertiza animalele de pradă. Singurul pui este născut într-un cuib din copac.